# Tapecul
Pour les articles homonymes, voir Tape-cul.

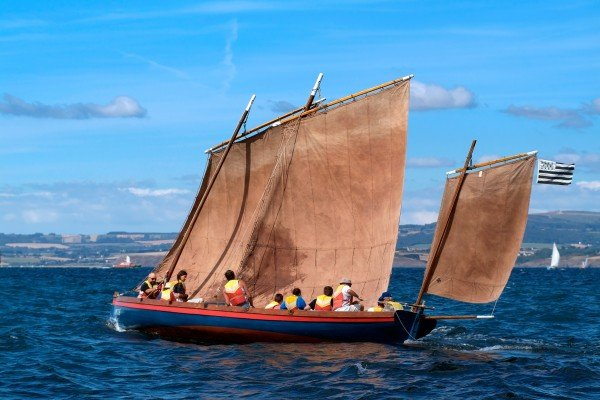
Yole équipée d'un tapecul (voile à l'arriere)

Un tapecul (également écrit tape-cul ou tapecu) est une voile établie à l'arrière d'un voilier, alors souvent qualifié de  yawl, sur le mât de tapecul.

## Description
Le tapecul se distingue de l'artimon, soit par la position du mât en arrière de l'étambot ou plus généralement de l'axe du safran, soit par sa taille moindre. Dans les deux cas on peut dire que le tapecul a d'abord une fonction d'équilibrage de la poussée vélique et d'aide à la manœuvrabilité, alors que l'artimon a d'abord une fonction propulsive.
La voile de tapecul déborde généralement à l'arrière du navire. Dans ce cas, l'écoute de tapecul peut être fixée sur une queue de malet. Quand cette voile est au tiers, elle porte aussi le nom de malet. Les chipironiers du Pays Basque en portent très souvent avec une voile fixe, ce qui diminue considérablement le roulis lors de la navigation, ou à l'arrêt en action de pêche, le bateau étant toujours poussé d'un côté.